# Lethrus auriculatus
Lethrus auriculatus är en skalbaggsart som beskrevs av Semenov 1894. Lethrus auriculatus ingår i släktet Lethrus och familjen tordyvlar. Inga underarter finns listade i Catalogue of Life.